# Troublegum
Troublegum è un album in studio del gruppo musicale nordirlandese Therapy?, pubblicato nel 1994.

## Tracce
1. Knives – 1:55
2. Screamager – 2:36
3. Hellbelly – 3:21
4. Stop It You're Killing Me – 3:50
5. Nowhere – 2:26
6. Die Laughing – 2:48
7. Unbeliever – 3:28
8. Trigger Inside – 3:56
9. Lunacy Booth – 3:55
10. Isolation (Joy Division cover) – 3:10
11. Turn – 3:50
12. Femtex – 3:14
13. Unrequited – 3:03
14. Brainsaw (contiene la traccia nascosta You Are My Sunshine) – 3:58 – durata 25:23 nella versione USA